# Distretto di Mityana
Il distretto di Mityana è un distretto dell'Uganda, situato nella Regione centrale.